# Список астероїдів (225201—225300)
| Назва                 | Тимчасове позначення | Дата відкриття    | Місце відкриття                           | Відкривач                                              |
| --------------------- | -------------------- | ----------------- | ----------------------------------------- | ------------------------------------------------------ |
| (225201) 2008 KT7     | 2008 KT7             | 27 травня 2008    | Обсерваторія Кітт-Пік                     | Spacewatch                                             |
| (225202) 2008 KE25    | 2008 KE25            | 29 травня 2008    | Обсерваторія Маунт-Леммон                 | Обсерваторія Маунт-Леммон                              |
| (225203) 2008 KM36    | 2008 KM36            | 29 травня 2008    | Обсерваторія Маунт-Леммон                 | Обсерваторія Маунт-Леммон                              |
| (225204) 2008 KN39    | 2008 KN39            | 30 травня 2008    | Обсерваторія Кітт-Пік                     | Spacewatch                                             |
| (225205) 2008 KO41    | 2008 KO41            | 31 травня 2008    | Обсерваторія Кітт-Пік                     | Spacewatch                                             |
| (225206) 2008 LP      | 2008 LP              | 1 червня 2008     | Обсерваторія Маунт-Леммон                 | Обсерваторія Маунт-Леммон                              |
| (225207) 2008 LG12    | 2008 LG12            | 8 червня 2008     | Обсерваторія Кітт-Пік                     | Spacewatch                                             |
| (225208) 2008 NM1     | 2008 NM1             | 4 липня 2008      | Обсерваторія Шант-Пердрі                  | Франсуа Кюжель                                         |
| (225209) 2008 OT20    | 2008 OT20            | 29 липня 2008     | Обсерваторія Кітт-Пік                     | Spacewatch                                             |
| (225210) 2008 QB31    | 2008 QB31            | 30 серпня 2008    | Сокорро (Нью-Мексико)                     | LINEAR                                                 |
| (225211) 2008 QG42    | 2008 QG42            | 23 серпня 2008    | Обсерваторія Кітт-Пік                     | Spacewatch                                             |
| (225212) 2008 RF25    | 2008 RF25            | 3 вересня 2008    | Обсерваторія Ґудрайк-Піґотт               | Рой Такер                                              |
| (225213) 2008 RJ27    | 2008 RJ27            | 8 вересня 2008    | Обсерваторія Шант-Пердрі                  | Франсуа Кюжель                                         |
| (225214) 2008 RM58    | 2008 RM58            | 3 вересня 2008    | Обсерваторія Кітт-Пік                     | Spacewatch                                             |
| (225215) 2008 RB65    | 2008 RB65            | 4 вересня 2008    | Обсерваторія Кітт-Пік                     | Spacewatch                                             |
| (225216) 2008 RV76    | 2008 RV76            | 6 вересня 2008    | Каталінський огляд                        | Каталінський огляд                                     |
| (225217) 2008 RA83    | 2008 RA83            | 4 вересня 2008    | Обсерваторія Кітт-Пік                     | Spacewatch                                             |
| (225218) 2008 RD95    | 2008 RD95            | 7 вересня 2008    | Обсерваторія Маунт-Леммон                 | Обсерваторія Маунт-Леммон                              |
| (225219) 2008 RO126   | 2008 RO126           | 4 вересня 2008    | Обсерваторія Кітт-Пік                     | Spacewatch                                             |
| (225220) 2008 RX128   | 2008 RX128           | 5 вересня 2008    | Обсерваторія Кітт-Пік                     | Spacewatch                                             |
| (225221) 2008 SN22    | 2008 SN22            | 19 вересня 2008   | Обсерваторія Кітт-Пік                     | Spacewatch                                             |
| (225222) 2008 SP32    | 2008 SP32            | 20 вересня 2008   | Обсерваторія Кітт-Пік                     | Spacewatch                                             |
| (225223) 2008 SV36    | 2008 SV36            | 20 вересня 2008   | Обсерваторія Маунт-Леммон                 | Обсерваторія Маунт-Леммон                              |
| (225224) 2008 SH41    | 2008 SH41            | 20 вересня 2008   | Каталінський огляд                        | Каталінський огляд                                     |
| 225225 Ninagrunewald  | 2008 SZ82            | 26 вересня 2008   | Обсерваторія Вільдберг                    | Рольф Апіцш                                            |
| (225226) 2008 SH213   | 2008 SH213           | 29 вересня 2008   | Обсерваторія Маунт-Леммон                 | Обсерваторія Маунт-Леммон                              |
| (225227) 2008 TO65    | 2008 TO65            | 2 жовтня 2008     | Каталінський огляд                        | Каталінський огляд                                     |
| (225228) 2008 TE92    | 2008 TE92            | 4 жовтня 2008     | Обсерваторія Ла-Саґра                     | Обсерваторія Мальорки                                  |
| (225229) 2008 TB149   | 2008 TB149           | 9 жовтня 2008     | Обсерваторія Маунт-Леммон                 | Обсерваторія Маунт-Леммон                              |
| (225230) 2008 UX4     | 2008 UX4             | 25 жовтня 2008    | Обсерваторія Качина                       | Джо Гобарт                                             |
| (225231) 2009 HE12    | 2009 HE12            | 18 квітня 2009    | Обсерваторія Піскештето                   | К. Сарнецкі                                            |
| 225232 Kircheva       | 2009 OD2             | 21 липня 2009     | Обсерваторія Звездно обштество            | Филип Фратев                                           |
| (225233) 2009 OJ3     | 2009 OJ3             | 20 липня 2009     | Обсерваторія Ла-Саґра                     | Обсерваторія Мальорки                                  |
| (225234) 2009 PB1     | 2009 PB1             | 12 серпня 2009    | Сокорро (Нью-Мексико)                     | LINEAR                                                 |
| (225235) 2009 PJ12    | 2009 PJ12            | 15 серпня 2009    | Каталінський огляд                        | Каталінський огляд                                     |
| (225236) 2009 PP14    | 2009 PP14            | 15 серпня 2009    | Обсерваторія Кітт-Пік                     | Spacewatch                                             |
| (225237) 2009 PV15    | 2009 PV15            | 15 серпня 2009    | Обсерваторія Кітт-Пік                     | Spacewatch                                             |
| 225238 Hristobotev    | 2009 QJ5             | 17 серпня 2009    | Обсерваторія Звездно обштество            | Филип Фратев                                           |
| (225239) 2009 QG8     | 2009 QG8             | 19 серпня 2009    | Обсерваторія Вільдберг                    | Рольф Апіцш                                            |
| (225240) 2009 QY8     | 2009 QY8             | 20 серпня 2009    | Обсерваторія Кальвін-Регобот              | Лоуренс Молнар                                         |
| (225241) 2009 QO13    | 2009 QO13            | 16 серпня 2009    | Обсерваторія Кітт-Пік                     | Spacewatch                                             |
| (225242) 2009 QL14    | 2009 QL14            | 16 серпня 2009    | Обсерваторія Кітт-Пік                     | Spacewatch                                             |
| (225243) 2009 QU22    | 2009 QU22            | 20 серпня 2009    | Обсерваторія Ла-Саґра                     | Обсерваторія Мальорки                                  |
| (225244) 2009 QE27    | 2009 QE27            | 23 серпня 2009    | Обсерваторія Шант-Пердрі                  | Франсуа Кюжель                                         |
| (225245) 2009 QC28    | 2009 QC28            | 19 серпня 2009    | Обсерваторія Кітт-Пік                     | Spacewatch                                             |
| (225246) 2009 QX28    | 2009 QX28            | 23 серпня 2009    | Обсерваторія Ла-Саґра                     | Обсерваторія Мальорки                                  |
| (225247) 2009 QY32    | 2009 QY32            | 24 серпня 2009    | Обсерваторія Чрні Врх                     | Обсерваторія Чрні Врх                                  |
| (225248) 2009 QJ33    | 2009 QJ33            | 24 серпня 2009    | Обсерваторія Ла-Саґра                     | Обсерваторія Мальорки                                  |
| (225249) 2009 QT33    | 2009 QT33            | 26 серпня 2009    | Обсерваторія Звездно обштество            | Обсерваторія Звездно обштество                         |
| 225250 Georgfranziska | 2009 QU36            | 30 серпня 2009    | Обсерваторія Таунус                       | Стефан Карґе, Уте Циммер                               |
| (225251) 2009 QF44    | 2009 QF44            | 27 серпня 2009    | Обсерваторія Кітт-Пік                     | Spacewatch                                             |
| (225252) 2009 QQ47    | 2009 QQ47            | 28 серпня 2009    | Обсерваторія Ла-Саґра                     | Обсерваторія Мальорки                                  |
| (225253) 2009 RP1     | 2009 RP1             | 11 вересня 2009   | Обсерваторія Ла-Саґра                     | Обсерваторія Мальорки                                  |
| 225254 Flury          | 2009 RL2             | 10 вересня 2009   | Телескоп OGS ЄКА, Обсерваторія Тейде      | Матіяс Буш, Райнер Крескен                             |
| (225255) 2009 RA3     | 2009 RA3             | 10 вересня 2009   | Каталінський огляд                        | Каталінський огляд                                     |
| (225256) 2009 RO3     | 2009 RO3             | 12 вересня 2009   | Сокорро (Нью-Мексико)                     | LINEAR                                                 |
| (225257) 2009 RJ5     | 2009 RJ5             | 10 вересня 2009   | Каталінський огляд                        | Каталінський огляд                                     |
| (225258) 2009 RL16    | 2009 RL16            | 12 вересня 2009   | Обсерваторія Кітт-Пік                     | Spacewatch                                             |
| (225259) 2009 RH17    | 2009 RH17            | 12 вересня 2009   | Обсерваторія Кітт-Пік                     | Spacewatch                                             |
| (225260) 2009 RK17    | 2009 RK17            | 12 вересня 2009   | Обсерваторія Кітт-Пік                     | Spacewatch                                             |
| (225261) 2009 RC24    | 2009 RC24            | 15 вересня 2009   | Обсерваторія Кітт-Пік                     | Spacewatch                                             |
| (225262) 2009 RX26    | 2009 RX26            | 12 вересня 2009   | Обсерваторія Кітт-Пік                     | Spacewatch                                             |
| (225263) 2009 RQ30    | 2009 RQ30            | 14 вересня 2009   | Обсерваторія Кітт-Пік                     | Spacewatch                                             |
| (225264) 2009 RT34    | 2009 RT34            | 14 вересня 2009   | Обсерваторія Кітт-Пік                     | Spacewatch                                             |
| (225265) 2009 RD47    | 2009 RD47            | 15 вересня 2009   | Обсерваторія Кітт-Пік                     | Spacewatch                                             |
| (225266) 2009 RN47    | 2009 RN47            | 15 вересня 2009   | Обсерваторія Кітт-Пік                     | Spacewatch                                             |
| (225267) 2009 RS47    | 2009 RS47            | 15 вересня 2009   | Обсерваторія Кітт-Пік                     | Spacewatch                                             |
| (225268) 2009 RT47    | 2009 RT47            | 15 вересня 2009   | Обсерваторія Кітт-Пік                     | Spacewatch                                             |
| (225269) 2009 SO15    | 2009 SO15            | 19 вересня 2009   | Бісейська станція космічного патрулювання | BATTeRS                                                |
| (225270) 2009 SF30    | 2009 SF30            | 16 вересня 2009   | Обсерваторія Кітт-Пік                     | Spacewatch                                             |
| (225271) 2009 SO61    | 2009 SO61            | 17 вересня 2009   | Обсерваторія Кітт-Пік                     | Spacewatch                                             |
| (225272) 2009 SE76    | 2009 SE76            | 17 вересня 2009   | Обсерваторія Кітт-Пік                     | Spacewatch                                             |
| (225273) 2128 P-L     | 2128 P-L             | 26 вересня 1960   | Паломарська обсерваторія                  | К. Й. ван Гаутен, І. ван Гаутен-Ґроневельд, Т. Герельс |
| (225274) 6781 P-L     | 6781 P-L             | 24 вересня 1960   | Паломарська обсерваторія                  | К. Й. ван Гаутен, І. ван Гаутен-Ґроневельд, Т. Герельс |
| (225275) 6890 P-L     | 6890 P-L             | 24 вересня 1960   | Паломарська обсерваторія                  | К. Й. ван Гаутен, І. ван Гаутен-Ґроневельд, Т. Герельс |
| 225276 Le\itos        | 1436 T-2             | 29 вересня 1973   | Паломарська обсерваторія                  | К. Й. ван Гаутен, І. ван Гаутен-Ґроневельд, Т. Герельс |
| 225277 Стіно (Stino)  | 1960 SN              | 24 вересня 1960   | Паломарська обсерваторія                  | Лутц Шмадель, Райнер Штосс                             |
| (225278) 1981 DW1     | 1981 DW1             | 28 лютого 1981    | Обсерваторія Сайдинг-Спрінг               | Ш. Дж. Бас                                             |
| (225279) 1991 VY10    | 1991 VY10            | 5 листопада 1991  | Обсерваторія Кітт-Пік                     | Spacewatch                                             |
| (225280) 1993 FL17    | 1993 FL17            | 17 березня 1993   | Обсерваторія Ла-Сілья                     | UESAC                                                  |
| (225281) 1993 FL35    | 1993 FL35            | 19 березня 1993   | Обсерваторія Ла-Сілья                     | UESAC                                                  |
| (225282) 1993 RS7     | 1993 RS7             | 15 вересня 1993   | Обсерваторія Ла-Сілья                     | Ерік Вальтер Ельст                                     |
| (225283) 1994 GB5     | 1994 GB5             | 6 квітня 1994     | Обсерваторія Кітт-Пік                     | Spacewatch                                             |
| (225284) 1994 JK6     | 1994 JK6             | 4 травня 1994     | Обсерваторія Кітт-Пік                     | Spacewatch                                             |
| (225285) 1994 JT6     | 1994 JT6             | 4 травня 1994     | Обсерваторія Кітт-Пік                     | Spacewatch                                             |
| (225286) 1994 PD5     | 1994 PD5             | 10 серпня 1994    | Обсерваторія Ла-Сілья                     | Ерік Вальтер Ельст                                     |
| (225287) 1994 RJ8     | 1994 RJ8             | 12 вересня 1994   | Обсерваторія Кітт-Пік                     | Spacewatch                                             |
| (225288) 1994 RT17    | 1994 RT17            | 3 вересня 1994    | Обсерваторія Ла-Сілья                     | Ерік Вальтер Ельст                                     |
| (225289) 1994 SK10    | 1994 SK10            | 28 вересня 1994   | Обсерваторія Кітт-Пік                     | Spacewatch                                             |
| (225290) 1994 WK4     | 1994 WK4             | 26 листопада 1994 | Обсерваторія Кітт-Пік                     | Spacewatch                                             |
| (225291) 1995 DV6     | 1995 DV6             | 24 лютого 1995    | Обсерваторія Кітт-Пік                     | Spacewatch                                             |
| (225292) 1995 DS7     | 1995 DS7             | 24 лютого 1995    | Обсерваторія Кітт-Пік                     | Spacewatch                                             |
| (225293) 1995 FF7     | 1995 FF7             | 24 березня 1995   | Обсерваторія Кітт-Пік                     | Spacewatch                                             |
| (225294) 1995 QA6     | 1995 QA6             | 22 серпня 1995    | Обсерваторія Кітт-Пік                     | Spacewatch                                             |
| (225295) 1995 SH13    | 1995 SH13            | 18 вересня 1995   | Обсерваторія Кітт-Пік                     | Spacewatch                                             |
| (225296) 1995 SQ67    | 1995 SQ67            | 18 вересня 1995   | Обсерваторія Кітт-Пік                     | Spacewatch                                             |
| (225297) 1995 UB2     | 1995 UB2             | 21 жовтня 1995    | Обсерваторія Кітт-Пік                     | Spacewatch                                             |
| (225298) 1995 UM16    | 1995 UM16            | 17 жовтня 1995    | Обсерваторія Кітт-Пік                     | Spacewatch                                             |
| (225299) 1995 UV17    | 1995 UV17            | 18 жовтня 1995    | Обсерваторія Кітт-Пік                     | Spacewatch                                             |
| (225300) 1995 UX76    | 1995 UX76            | 22 жовтня 1995    | Обсерваторія Кітт-Пік                     | Spacewatch                                             |